# Семейные пособия
Семейные пособия — пособия для поддержки семей, имеющих детей, с целью повышения уровней рождаемости и профессиональной занятости женщин, защиты материнства и детства.

## Определение
Согласно БРЭ пособия семейные — это все виды помощи и пособия для поддержки семей, имеющих детей, с целью повышения уровней рождаемости и профессиональной занятости женщин, защиты материнства и детства.

## Семейные пособия в Российской Федерации

### Виды семейных пособий
В большинстве стран, в том числе в Российской Федерации, развитые системы социального обеспечения включают:
- пособие по беременности и родам;
- единовременное пособие женщинам, вставшим на учёт в медицинские учреждениях в ранние сроки беременности;
- единовременное пособие при рождении ребёнка;
- ежемесячное пособие по уходу за ребёнком до достижения определённого законом возраста;
- ежемесячное пособие на ребёнка;
- единовременное пособие при передаче ребёнка на воспитание в семью;
- единовременное пособие для граждан из числа детей-сирот;
- единовременное пособие беременной жене военнослужащего, проходящего военную службу по призыву;
- ежемесячное пособие на ребёнка военнослужащего, проходящего воинскую службу по призыву.

В ноябре 2022 года президент РФ Владимир Путин сообщил, что с первого января 2023 года будет запущено единое пособие для семей с детьми до 17 лет. Оформление и получение этого пособия, подчеркнул он, должно быть «максимально удобным для граждан» и стать реальной поддержкой для семей. По словам вице-премьера РФ Татьяны Голиковой, после создания данного пособия практически завершится работа над системой поддержки и уйдут в прошлое меры «старых времен», выплаты по которым составляли 100–150 рублей в месяц. Также это позволит достичь национальной цели по снижению бедности в РФ. По словам министра труда и соцзащиты РФ Антона Котякова средний максимальный размер такого пособия составит 13 900 рублей.

### Финансирование семейных пособий
Согласно статье 4 Федерального закона от 19.05.1995 № 81-ФЗ «О государственных пособиях гражданам, имеющим детей» выплата государственных пособий гражданам, имеющим детей, производится за счёт:
- средств Фонда социального страхования Российской Федерации;
- средств федерального бюджета Российской Федерации;
- средств бюджетов субъектов Российской Федерации.

Согласно статье 4.2 Федеральному закону от 19.05.1995 № 81-ФЗ один раз в год, 1 февраля каждого года, происходит индексация семейных пособий, исходя из роста индекса потребительских цен за предыдущий год в соответствии с коэффициентом индексации, определяемым Правительством Российской Федерации. Кроме того, размеры государственных пособий гражданам, имеющим детей, учитываются с учётом районных коэффициентов.